# Мужская сборная Туниса по баскетболу 3×3
Мужская сборная Туниса по баскетболу 3×3 представляет Тунис на международных соревнованиях по баскетболу 3×3. Управляющим органом является Федерация баскетбола Туниса (фр. Fédération Tunisienne de Basket-Ball).
По состоянию на 16 сентября 2024, мужская сборная Туниса по баскетболу 3×3 занимает 106-е место в мировом рейтинге ФИБА мужских сборных по баскетболу 3×3.

## Результаты выступлений
| Турнир                           | Золото | Серебро | Бронза | Всего |
| -------------------------------- | ------ | ------- | ------ | ----- |
| Чемпионат мира по баскетболу 3×3 | —      | —       | —      | —     |
| Чемпионат Африки                 | —      | —       | —      | '—    |
| Средиземноморские игры           | —      | —       | —      | —     |
| Итого                            | —      | —       | —      | —     |

### Чемпионат мира по баскетболу 3×3
| Год         | Место          | Игры           | Победы         | Поражения      | Состав команды                                            |
| ----------- | -------------- | -------------- | -------------- | -------------- | --------------------------------------------------------- |
| 2012        | не участвовали | не участвовали | не участвовали | не участвовали | не участвовали                                            |
| Москва 2014 | 11             | 6              | 4              | 2              | Aymen Bouzid, Lahyani Firas, Bilel Msakni, Skander Aboudi |
| 2016—н. в.  | не участвовали | не участвовали | не участвовали | не участвовали | не участвовали                                            |

### Чемпионат Африки
| Год        | Место          | Игры           | Победы         | Поражения      | Состав команды                                                                    |
| ---------- | -------------- | -------------- | -------------- | -------------- | --------------------------------------------------------------------------------- |
| 2017—2019  | не участвовали | не участвовали | не участвовали | не участвовали | не участвовали                                                                    |
| Каир 2022  | 4              | 5              | 2              | 3              | Skander Berrached, Houssem Mahemli, Mohamed Ahmed Trimech, Mohamed Karim Ben Amor |
| 2023—н. в. | не участвовали | не участвовали | не участвовали | не участвовали | не участвовали                                                                    |

### Средиземноморские игры
| Год            | Место | Игры | Победы | Поражения | Состав команды                                                 |
| -------------- | ----- | ---- | ------ | --------- | -------------------------------------------------------------- |
| Таррагона 2018 | 9     | 2    | 1      | 1         | Hajri Mahmoud, Ahmed Dhif, Mohamed Adam Rassil, Skandar Bhouri |
| Оран 2022      | 11    | 3    | 0      | 3         | Firas Ben Njima, Hassen Nasr, Hazem Dalhoumi, Houssem Mahemli  |